# Nototodarus sloanii
Espèce
Statut de conservation UICN

 LC  : Préoccupation mineure
L'encornet minami (Nototodarus sloanii) est une espèce de calmar de la famille des ommastrephidés, très exploité commercialement car couramment consommé par l'homme, au même titre que Loligo vulgaris.